# If It's the Last Night
If It's the Last Night è una canzone del gruppo musicale statunitense Toto, estratta come secondo singolo dal loro terzo album Turn Back nel 1981.
Si tratta di una ballad sentimentale scritta da David Paich e cantata da Steve Lukather. Alle percussioni è ospite nella registrazione del brano Joe Porcaro, padre di Jeff e Steve. Della canzone non fu girato un videoclip.

## Tracce
1. If It's the Last Night
2. Turn Back

## Formazione
- Steve Lukather – voce primaria, chitarra classica, chitarra acustica, chitarra elettrica
- Bobby Kimball – voce secondaria
- David Paich – tastiera e voce secondaria
- Steve Porcaro – tastiera
- David Hungate – basso
- Jeff Porcaro – percussioni